# Crinibracon malayensis
Crinibracon malayensis är en stekelart som beskrevs av Donald L.J. Quicke 1988. Crinibracon malayensis ingår i släktet Crinibracon och familjen bracksteklar. Inga underarter finns listade i Catalogue of Life.